# Joan Ribé
Joan Ribé va ser un compositor espanyol que va viure entre els segles XIX i XX.

## Biografia
Va iniciar la seva carrera com a compositor de Zarzuela, però amb el desenvolupament del cuplet va fundar una de les primeres acadèmies de Barcelona. En un primer moment es va dedicar només a l'ensenyament, però posteriorment, quan van aparèixer els drets d'autor i va començar a ser rendible compondre, va fer els seus primers cuplets en col·laboració amb Raffles i Nieto de Molina. Entre ells destaquen Pastorela i En el ingenio. Mai va arribar a ser un autor molt popular a l'àrea castellana però és una figura fonamental per al cuplet català.

## Obra[1]
Tant en castellà com en català, les obres de Ribé tendeixen a ser una exaltació de la vida vilatana i dels amors senzills. El seu estil musical també és molt simple, sense grans complicacions harmòniques i amb tendència a la manera d'escriure i estrofa.
Quan es van escriure els primers textos de cuplet en català, ell es va encarregar juntament amb Suñé, Sagarra i Gayó, de posar-los música. Entre aquests cuplets catalans destaquen:
- Un petó
- La cançó de primavera
- La prada de l’excursió
- Margarideta